# Альтобелли, Алессандро
Алесса́ндро Альтобе́лли (итал. Alessandro Altobelli, род. 28 ноября 1955 года, Соннино, Латина, Италия) — итальянский футболист, ярко выраженный нападающий, один из лучших игроков 80-х. В течение 11 сезонов выступал за миланский «Интер», за который в различных турнирах провёл 466 матчей, забил 209 мячей. Дважды с «Интером» выигрывал кубок (1977/78, 1981/82), один раз становился чемпионом Италии (1979/80). С 1985 по 1988 год был капитаном команды.

## Карьера
Свой первый матч за национальную сборную Италии сыграл 18 июня 1980 года на домашнем чемпионате Европы, выйдя на замену сразу после перерыва в матче против Бельгии. Матч за 3-е место против чехословацкой сборной Альтобелли провёл полностью. На чемпионате Европы 1988 года Альтобелли был капитаном итальянской команды, 4 раза выходил на замену, забил 1 гол.
На чемпионате мира 1982 года, где сборная Италии завоевала золотые медали, Альтобелли трижды выходил на замену, забил 1 гол в финальном матче, также заменив уже на 7-й минуте травмировавшегося Франческо Грациани (став, таким образом, первым игроком, отличившимся в финале чемпионатов мира, выйдя на замену). На чемпионате мира 1986 года в Мексике Альтобелли забил 4 из 5 мячей итальянской сборной (ещё 1 гол забили в свои ворота южнокорейские футболисты).
Альтобелли завершил карьеру в сборной сразу после проигранного полуфинального матча сборной СССР на чемпионате Европы 1988 года, где он был самым опытным в составе сборной Италии.
Сын игрока, Маттиа Альтобелли, начинал играть за молодёжную команду «Интера», но толком его карьера не сложилась, после нескольких аренд он на год уехал в Швейцарию в клуб «Кьяссо»; в настоящее время выступает за клуб «Лекко» из третьего по силе итальянского дивизиона.
В составе сборной Италии занял четвёртое место на чемпионате мира 1995 года по пляжному футболу, поделив звание лучшего бомбардира турнира с бразильцем Зико. На следующем чемпионате мира в 1996 году вновь стал лучшим бомбардиром, а также выиграл «бронзу».
Алессандро Альтобелли работает футбольным экспертом на канале «Аль-Джазира».
В 2022 был внесён кандидатом в списки голосования за президента Итальянской республики.

## Достижения
- Чемпион мира — 1982
- Чемпион Италии — 1979/80
- Обладатель Кубка Италии — 1977/78, 1981/82